# Станіславув-Скшанський
Станіславув-Скшанський (пол. Stanisławów Skrzański) — село в Польщі, у гміні Гостинін Ґостинінського повіту Мазовецького воєводства. Населення — 155 осіб (2011).
У 1975—1998 роках село належало до Плоцького воєводства.

## Демографія
Демографічна структура станом на 31 березня 2011 року:
|          | Загалом | Допрацездатний вік | Працездатний вік | Постпрацездатний вік |
| -------- | ------- | ------------------ | ---------------- | -------------------- |
| Чоловіки | 81      | 22                 | 53               | 6                    |
| Жінки    | 74      | 15                 | 45               | 14                   |
| Разом    | 155     | 37                 | 98               | 20                   |